# Miseno
Miseno is een plaats (frazione) in de Italiaanse gemeente Bacoli. 
In de oudheid heette de stad Misenum en het was de thuishaven van de Romeinse westelijke vloot. In Miseno bevindt zich de Piscina Mirabilis, een Romeinse waterkelder, alsook een tempel ter verering van keizer Augustus: Sacellum Augustalium.

## Geboren in Miseno
- Sosius van Misenum, martelaar in de 4e eeuw